# وزغ منصور أباد (سررود الجنوبي)
وزغ منصور أباد (بالفارسية: وزگ منصورآباد) هي قرية تقع في إيران في قسم سررود الجنوبي الريفي. يقدر عدد سكانها بـ 603 نسمة بحسب إحصاء 2016.